# Astragalus coluteopsis
Astragalus coluteopsis är en ärtväxtart som beskrevs av Ahmed Ahmad Parsa. Astragalus coluteopsis ingår i släktet vedlar, och familjen ärtväxter. Inga underarter finns listade i Catalogue of Life.